# 天龙三号运载火箭
天龙三号运载火箭是由中国民营航天企业天兵科技研制的大型部分可复用两级液氧煤油液体燃料运载火箭，預計2025年在酒泉卫星发射中心完成首飞。

## 历史
2024年3月，天龙三号整流罩交付首飞。
2024年6月30日，天龙三号一级火箭进行静态点火试验，结果火箭意外升空。这次事故被称为“630事件”，导致天龙三号进入归零阶段，打乱了2024年实施首飞的计划。事故的直接原因是一级火箭尾部结构设计薄弱。
2025年7月，天龙三号一级完成九机联合静力试验，验证针对630事件的归零措施有效。
2025年7月，天龙三号酒泉卫星发射中心东风商业航天创新试验区发射工位（一期）竣工验收，模型箭与发射设备的联合起竖合练试验完成。

## 设计
根据天兵科技的宣传，天龙三号“产品性能直接对标美国太空探索技术公司（SpaceX）的猎鹰9号运载火箭”。天龙三号直径3.8米，长度72米，起飞质量590吨，近地轨道（LEO）运力17吨，太阳同步轨道（SSO）运力14吨。
一级火箭使用9台天火-12液氧煤油发动机，海平面推力900kN，海平面比冲285s，一级可回收复用10次。
二级火箭使用1台天火-12V液氧煤油发动机，真空推力110吨，真空比冲330s。
可搭载上面级，使用1台天火-32发动机。
整流罩为全碳纤维复合材料制造，直径4.2 m，高度12m，载荷空间直径3.8m，载荷空间高度10m。另有直径5.2m，高度14m版本的整流罩。

## 发射记录

### 已发射
| 飞行次序 | 火箭型号     | 火箭序号 | 起飞时间（UTC+8）     | 发射工位                             | 有效载荷 | 卫星轨道 | 发射结果 | 备注                                       |
| -------- | ------------ | -------- | --------------------- | ------------------------------------ | -------- | -------- | -------- | ------------------------------------------ |
| –        | 天龙三号一级 | N/A      | 2024年6月30日15时43分 | 河南省巩义市天兵科技火箭发动机试车台 | N/A      | 静态点火 | 意外升空 | 计划一级火箭静态点火测试，意外升空后坠毁。 |

#### 静态点火测试时意外升空
2024年6月30日，天龙三号在河南巩义市开展一子级九机并联动力系统热试车，因箭体与试验台连接处结构失效，一子级火箭脱离发射台，升空后火箭跌落在距离试车台西南1.5公里的深山中墜毀爆炸解体。无人员伤亡。

### 计划中
| 飞行次序 | 火箭序号 | 预计起飞时间（UTC+8） | 发射工位 | 有效载荷 | 卫星轨道 |
| -------- | -------- | --------------------- | -------- | -------- | -------- |